# Культ Верховної Істоти

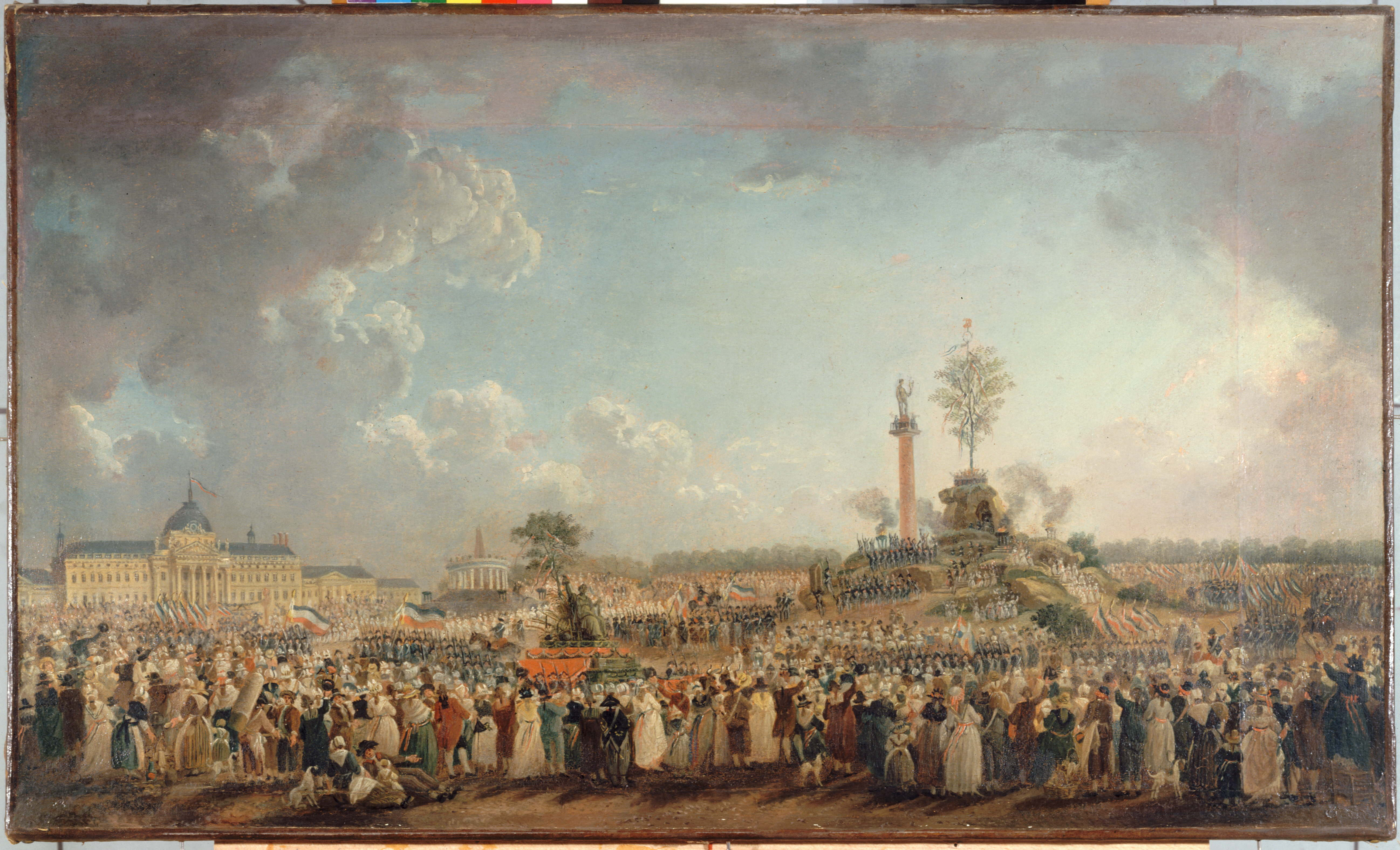
Свято Верховної Істоти 8 червня 1794 року, на Марсовому полі в Парижі.

Культ Верховної Істоти (фр. Culte de l'Être suprême) — релігійний культ, вживаний під час Великої французької революції в 1794 році у вигляді ряду офіційних державно-революційних свят.

## Зміст
Культ Верховної Істоти затверджувався владою в боротьбі, по-перше, з християнством, перш за все з католицизмом як традиційною релігією більшості французів (являючи собою частину процесу дехристиянізації), а по-друге, з раціоналістичним «культом Розуму», за який виступали конкуруючі угрупування у владних колах.
З ідейної сторони культ Верховної Істоти успадковував деїзм у Просвітництва (Вольтер) і багато в чому йшов за філософськими поглядами Жана-Жака Руссо, який розробляв ідеї природної релігії. Метою культу, що включав також ряд свят на честь республіканських чеснот, був «розвиток громадянськості і республіканської моралі».
Термін «Бог» (фр. Dieu) уникався і замінювався на термін «Верховна Істота» (фр. l'Être suprême). Даний термін використовувався філософами і публіцистами і до революції з різним релігійним і філософським змістом (в тому числі і в рамках традиційного католицизму). Важливо, що він був включений в авторитетну Декларацію прав людини і громадянина 1789 року: права були встановлені Національними зборами «перед обличчям і під заступництвом Верховної Істоти». Введений в 1793 році якобінцями новий текст Декларації відсилає вже не до «заступництву», але як і раніше до «присутності» Верховної Істоти.

## Культ Розуму
Культу Верховної Істоти протистояв «культу Розуму», який організувався лівими радикалами на чолі з Шометтом і стояв на раціоналістичних позиціях. Християнські церкви закривалися (масово з листопада 1793 року), піддавалися розграбуванню, оголошувалися «храмами Розуму», в них проводилися свята на честь «Богині Розуму», яку в ході театралізованих вистав зображували актриси. У Парижі біля вівтаря Собору Паризької Богоматері Богиню Розуму грала актриса Опери. Під час свят Розуму на півдні Франції, організатором яких був майбутній наполеонівський префект поліції Жозеф Фуше, влаштовувалася страта злочинців.

## Впровадження культу в останні місяці влади Робесп'єра

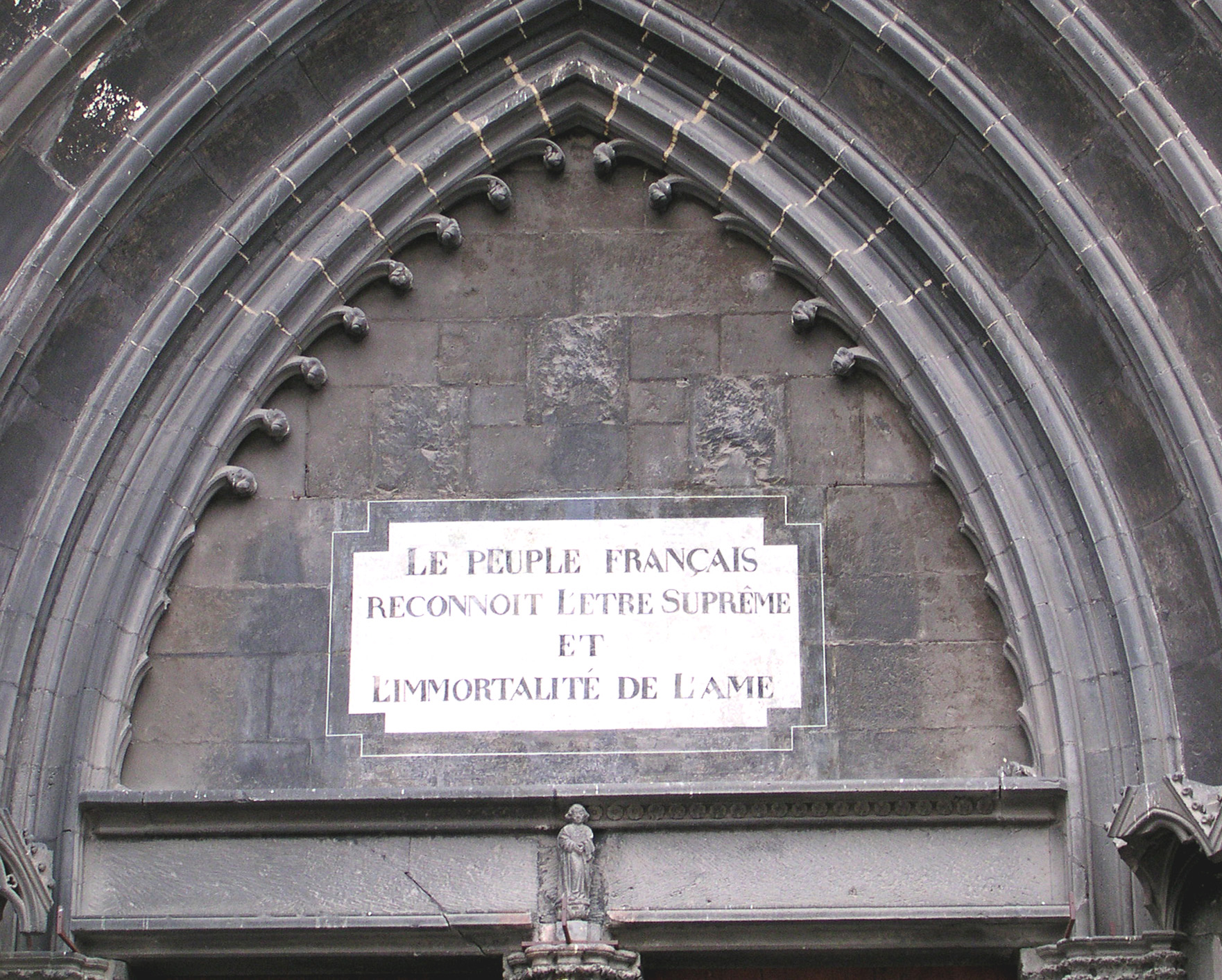
«Французький народ визнає Верховну Істоту і безсмертя душі». Напис на фронтоні собору в Клермон-Феррані, виявлений при реставрації.

На неприйняття атеїзму і культу Розуму і підтримку культу Верховної Істоти орієнтувалася найбільш впливова частина якобінців — монтаньяри на чолі з Робесп'єром. У березні 1794 року були засуджені і страчені радикальні якобінці на чолі з Ебером і Шометтом, а культ Розуму заборонений. В останні місяці правління Робесп'єра культ Верховної Істоти впроваджувався найбільш послідовно. 7 травня 1794 року під тиском Робесп'єра Національний конвент прийняв декларацію, згідно з якою «французький народ визнає існування Верховної Істоти і безсмертя душі». Далі в декларації говорилося: «Він визнає, що гідне поклоніння Верховній Істоті є виконання людських обов'язків. На чолі цих обов'язків він ставить ненависть до невір'я і тиранії, покарання зрадників і тиранів, допомогу нещасним, повага до слабких, захист пригноблених, вчиненні ближнього всілякого добра і уникнути будь-якого зла». 8 червня 1794 року в Парижі було організовано публічне урочисте свято Верховної Істоти, де з промовою виступив Робесп'єр. Тим самим фактично вводилася державна релігія в порушення ідеалів Революції і не допускалася свобода совісті, що посилило невдоволення Робесп'єром в суспільстві.
Після Дев'ятого термідора культ Верховної Істоти, що асоціювався з диктатурою Робесп'єра, швидко зійшов нанівець.